# Villa Doria Pamphilj

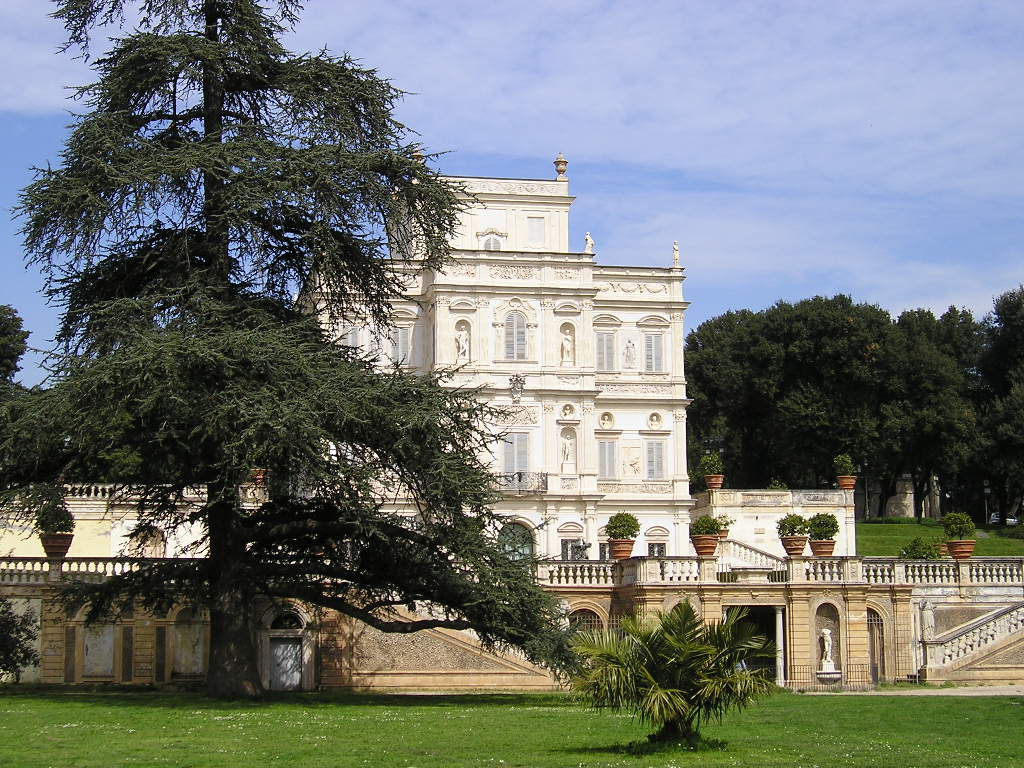
Fachada da Villa Doria Pamphilj.

A Villa Doria Pamphilj, situada no Janículo, com uma área de 1,8 km², é o maior parque paisagístico de Roma. A propriedade foi adquirida, entre 1965 e 1971, pelo município de Roma da família Doria Pamphilj.
O edifício mais antigo da propriedade, estendido ao longo da Via Aurélia, é conhecido como "Villa Vecchia" e já existia em 1630, quando o domínio foi adquirido por Panfilo Pamphilj. Entre 1644 e 1652, sob o pontificado do papa Inocêncio X, foi construído, por obra dos arquitectos Algardi e Grimaldi, o complexo da "Villa Nuova".
A propriedade é dividida em três partes: o palácio e os jardins (pars urbana), o pinheiral (pars fructuaria) e a parte agrícola (pars rustica). Entre as suas muitas belezas e os mais óbvios prazeres, o parque da villa é um dos melhores sítios para observar pássaros e para fazer jogging na cidade.

## História

### Origens do nome
Quando Girolamo Pamphilj faleceu, em 1760, sem herdeiros directos, despoletou-se uma batalha entre os possíveis herdeiros, a qual foi resolvida em 1763, quando o Clemente XIII Rezzonico concedeu ao Príncipe Giovanni Andrea IV Doria o sobrenome, as armas e as vastas propriedades dos Pamphilj, pelos direitos de casamento entre Giovanni Andrea III Doria e Anna Pamphilj, surgindo assim o duplo nome da villa.

### O palácio

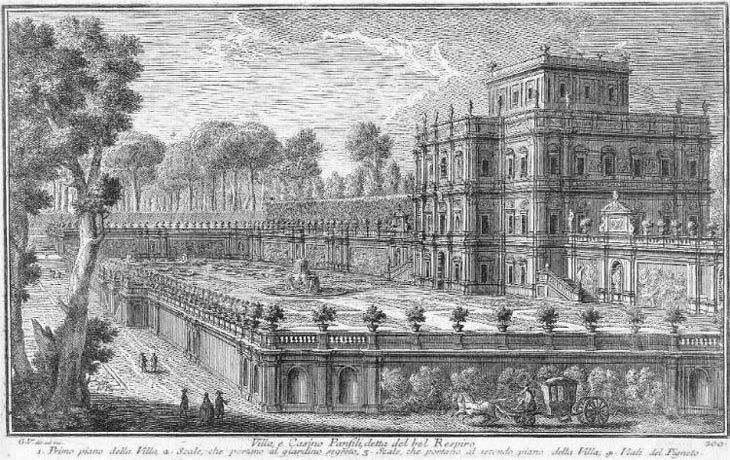
O palácio numa gravura de Giuseppe Vasi, cerca de 1740, com o giardino segreto no terraço baixo

O núcleo da propriedade da villa, ainda chamado de Villa Vecchia, já existia antes de 1630, quando Panfilo Pamphilj, que havia casado com a herdeira Olimpia Maidalchini (1591-1657), comprou a propriedade onde começava a antiga via Aurélia, à saída da Porta San Pancrazio, nas antigas muralhas de Roma. Panfilo tratou de comprar as vinhas vizinhas de forma a acumular um verdadeiro principado de exploração, por vezes referido pelos contemporâneos como Vegna Panfili, as "Vinhas Pamphilj" da parte ocidental da propriedade, mas mais frequentemente como Bon Respiro, por se situar num saudável ponto elevado, acima do miasma de Roma e oferecendo espectaculares vistas da cidade, um requisito que se tornou mais essencial no planeamento das villas barrocas do que anteriormente. Os Pamphilj preferiam chamá-la de Villa dell'Allegrezze— ignorando a restrição no Eclesiastes 7:4 que deu origem a The House of Mirth de Edith Wharton— recolhendo-se ali e gozando na natureza duma villa suburbana.

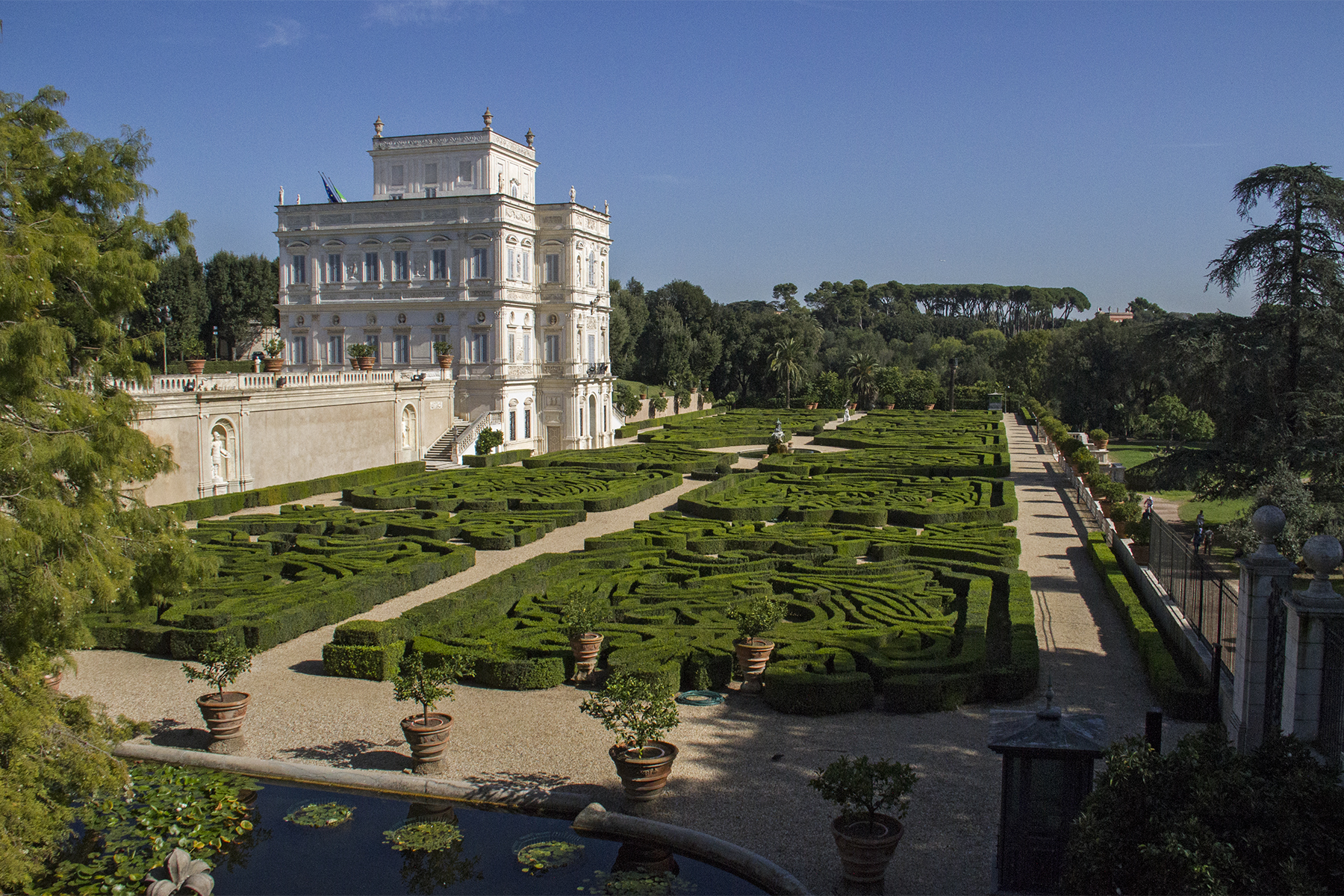
O palácio e o parterre do giardino segreto na actualidade.

Uma nova villa mais expansivamente instalada, o Casino, foi começada em 1644 - o ano em que Giovanni Battista Pamphili se tornou o papa Inocêncio X - pelo sobrinho do pontífice, Camillo Pamphilj, a quem Inocêncio fez cardeal; as obras progrediram por etapas até 1652. O desenho, depois duma proposta mais extravagantemente moderna, por Francesco Borromini, ter sido rejeitado, foi colocado nas mãos do bolonhês Alessandro Algardi, que é melhor conhecido como escultor, assistido por Giovan Francesco Grimaldi (1606-1680), que tinha uma modesta reputação como pintor paisagista mas tinha sido responsável pela decoração da galleria no Palazzo Borghese. Para tal projecto, os desenhadores e o patrono precisaram dos serviços dum profissional treinado. Carlo Rainaldi, duma família de pedreiros-arquitectos e engenheiros, mostrou essa capacidade. Ele havia sofrido um amargo desapontamento nesse mesmo ano, quando foi substituido pelo jovem Borromini na igreja Pamphilj de Sant'Agnese in Agone, na Piazza Navona, para a qual havia completado apenas as fundações.

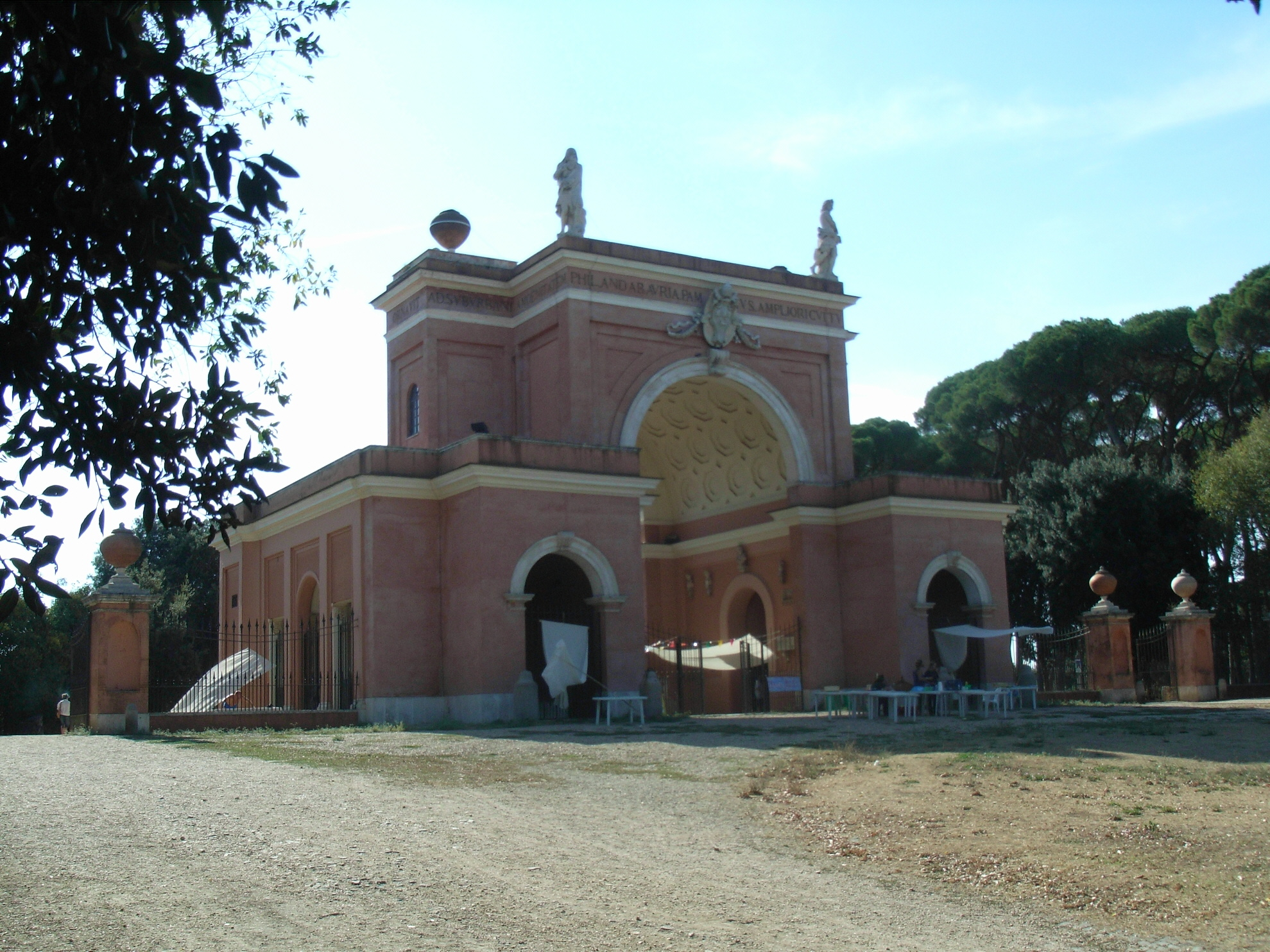
O "Arco dos Quatro Ventos", no lugar da antiga villa dos Corsini.

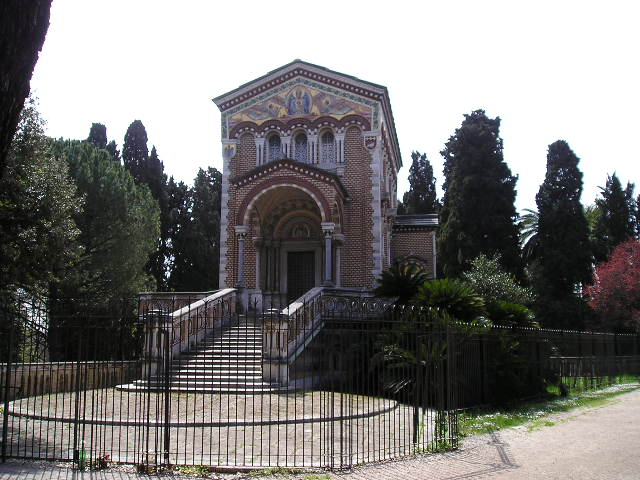
A Capela

A villa foi desenhada como um complemento para a colecção Pamphilj de esculturas, tato antigas como modernas, e antiguidades romanas: vasos, sarcófagos e inscrições. A maior parte dos mármores Pamphilj estão actualmente nos Museus Capitolinos. O algo comprimido exterior alterna ritmicamente janelas, nichos contendo estátuas, tanto antigas como modernas, e bustos em cavidades redondas, com painés de baixos relevos, dando um rico fascínio, algo conservador para a sua época, quando comparado com a Villa Medici, mais maneirista que barroco. O palácio oferece um conjunto de interiores ricamente estucados e afrescados, onde o programa iconográfico é disposto para estabelecer a antiguidade da família Pamfily, uma família algo emergente em Roma, com origens em Gubbio. No interior, Algardi providenciou mais baixos relevos e frisos estucados para os frescos heróicos, inspirados na história romana e pintados por Grimaldi.
Durante a defesa da breve República Romana, em 1849-1850, Garibaldi fortificou apressadamente três das villas nos arredores de Roma. A Villa Doria Pamphili esteve perto da cena de alguns dos mais ferozes combates lado-a-lado com a Porta San Pancrazio, com as legiões de estudantes a juntarem-se a Garibaldi para defender Roma das tropas francesas de Napoleão III, que acabaram, mais tarde, por ser bem sucedidas na reinstalação do papa Pio XI. No decorrer do bombardeamento francês, a vizinha e proeminentemente situada Villa Corsini — chamada dei Quattro Venti pela sua localização airosa — foi destruida. Em 1856, no rescaldo destes acontecimentos, o príncipe Doria-Pamphilj adquiriu os extensos terrenos dos Corsini, quase duplicando os já vastos domínios da Villa Doria Pamphilj, transformando todo o complexo numa grande fazenda agrícola. No local da villa desaparecida, mandou erguer um arco comemorativo, também chamado '"dos quatro ventos", o qual providencia desde então a principal entrada para os terrenos da villa. Um outro edifício dos Corsini existente na vizinhança do arco não foi danificado, servindo actualmente para exposiçoes temporárias de arte.

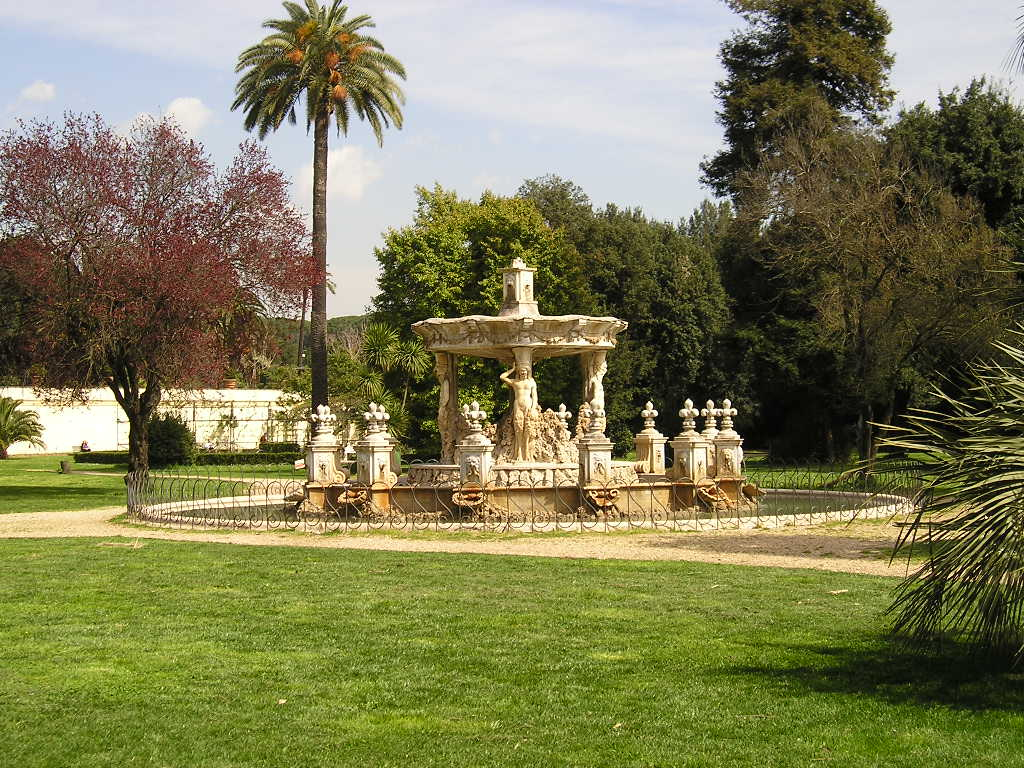
Fonte frente à villa.

Por volta de 1929 foi sugerido que a Villa Doria Pamphilj poderia ser anexada ao novo Estado do Vaticano através do Tratado de Latrão, mas na sua forma definitiva a villa não foi incluida.
Extensas construções ampliaram e alteraram a Villa Vecchia, à qual foi dado uma fachada algo romanesca não totalemente bem sucedida. Pela primeira vez, esculturas medievais foram acrescentadas à colecção Doria Pamphilj de antiguidades clássicas. Ao longo do século XX, foram acrescentados interiores Art Nouveau pelo Príncipe Doria Pamphilj. A villa, durante muito tempo afastada do uso público, foi comprada pelo Estado Italiano em 1957 e usada como sede dum ministério, depois de terem sido iniciadas as primeiras expropriações, por parte do município de Roma, em 1939. Outros 168 hectares foram adquiridos pelo município; a parte ocidental em 1965, a restante em 1971, com abertura ao público em 1972.
Actualmente, o palácio está aberto ao público, com as suas colecções de antguidades e esculturas. Permance na posse da família Doria Pamphilj a capela funerária, obra de Odoardo Collamarini, conhecida como Cappella dei Pamphilj.

## Os jardins

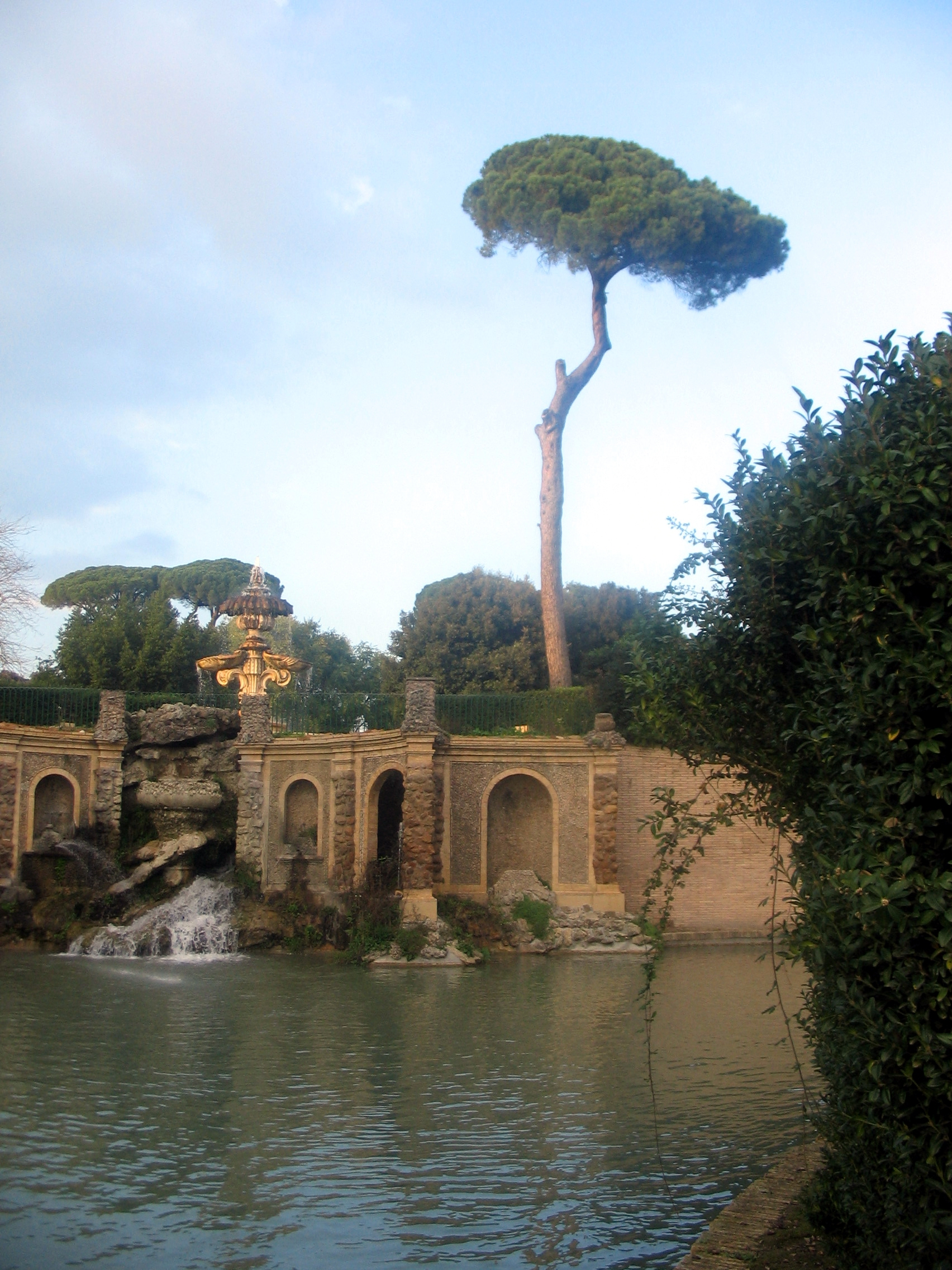
Lago nos jardins da Villa Doria Pamphilj.

Os jardins do lugar invlinado foram arranjados, a partir de cerca de 1650, pelo sobrinho de Inocêncio X, Camillo Pamphili, formalizando a encosta como uma sequência de parterres interligados que flanqueiam a villa e se prolongam num nível abaixo, enquadrados por boschi (bosques) ou florestas formalizadas que se erguiam acima de sebes aparadas, acabando por chegar a uma gruta rusticada em forma de exedra, na qual figuras esculpidas emergem do trabalho na rocha. A exedra, agora relvada, emoldurava antigamente uma "Fonte de Vénus", por Algardi, a qual é preservada na Villa Vecchia, juntamente com baixos relevos do mesmo artista, com putti representando o Amor e as Artes, igualmente provenientes daqui. A fonte deitava água para uma pequena cascata que conduzia a um estreito canal formal, idealizado como uma evocação ao semelhante "Canopus" na Villa Adriana—outra ligação programática dos Pamphilj com a Antiguidade.
Noutro local, o Giardino del Teatro (Jardim do Teatro) serve de cenário para concertos de Verão de música dos séculos XVI e XVII.

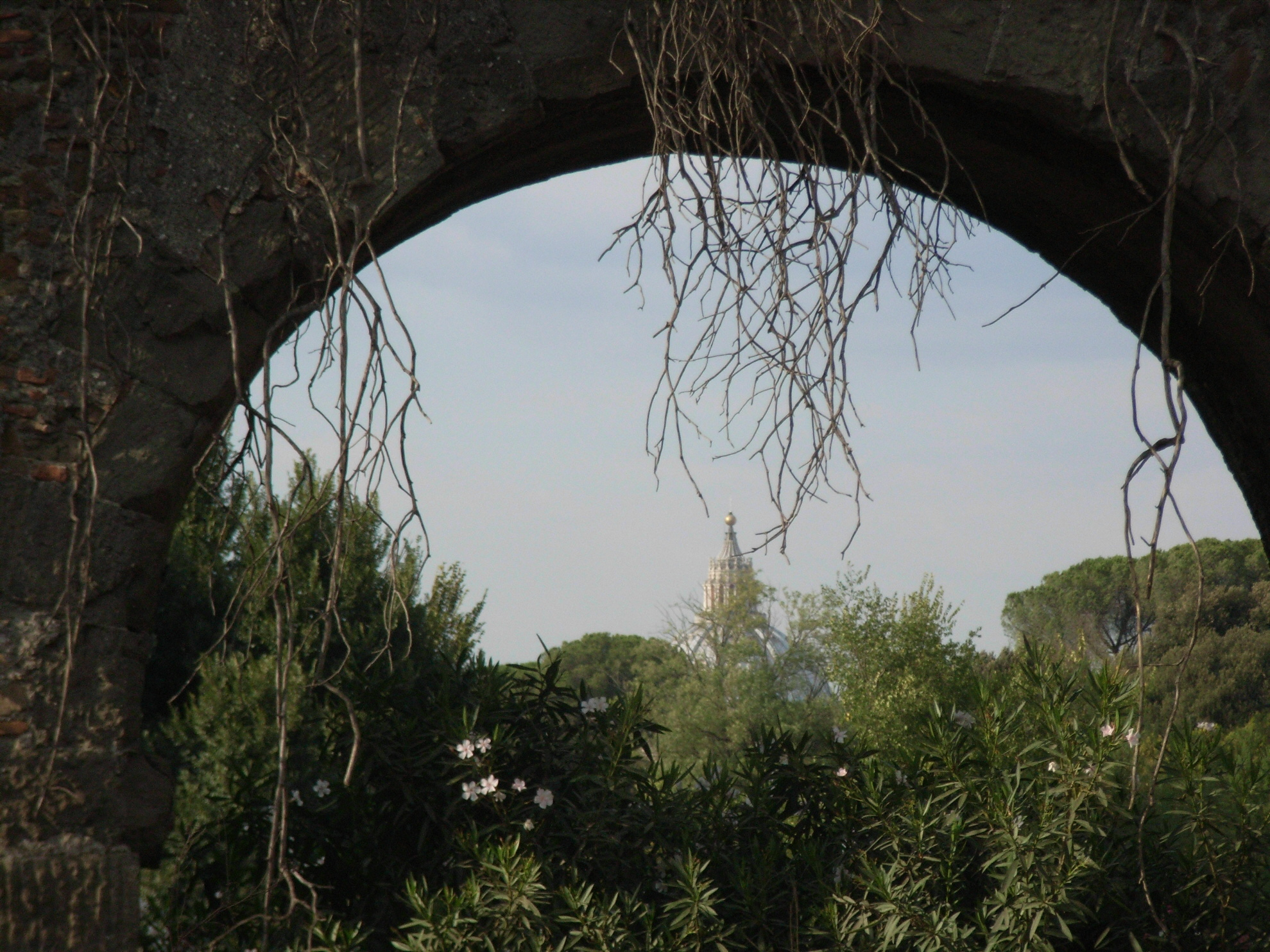
Vista da cúpula de São Pedro a partir dos jardins da Villa Doria Pamphilj.

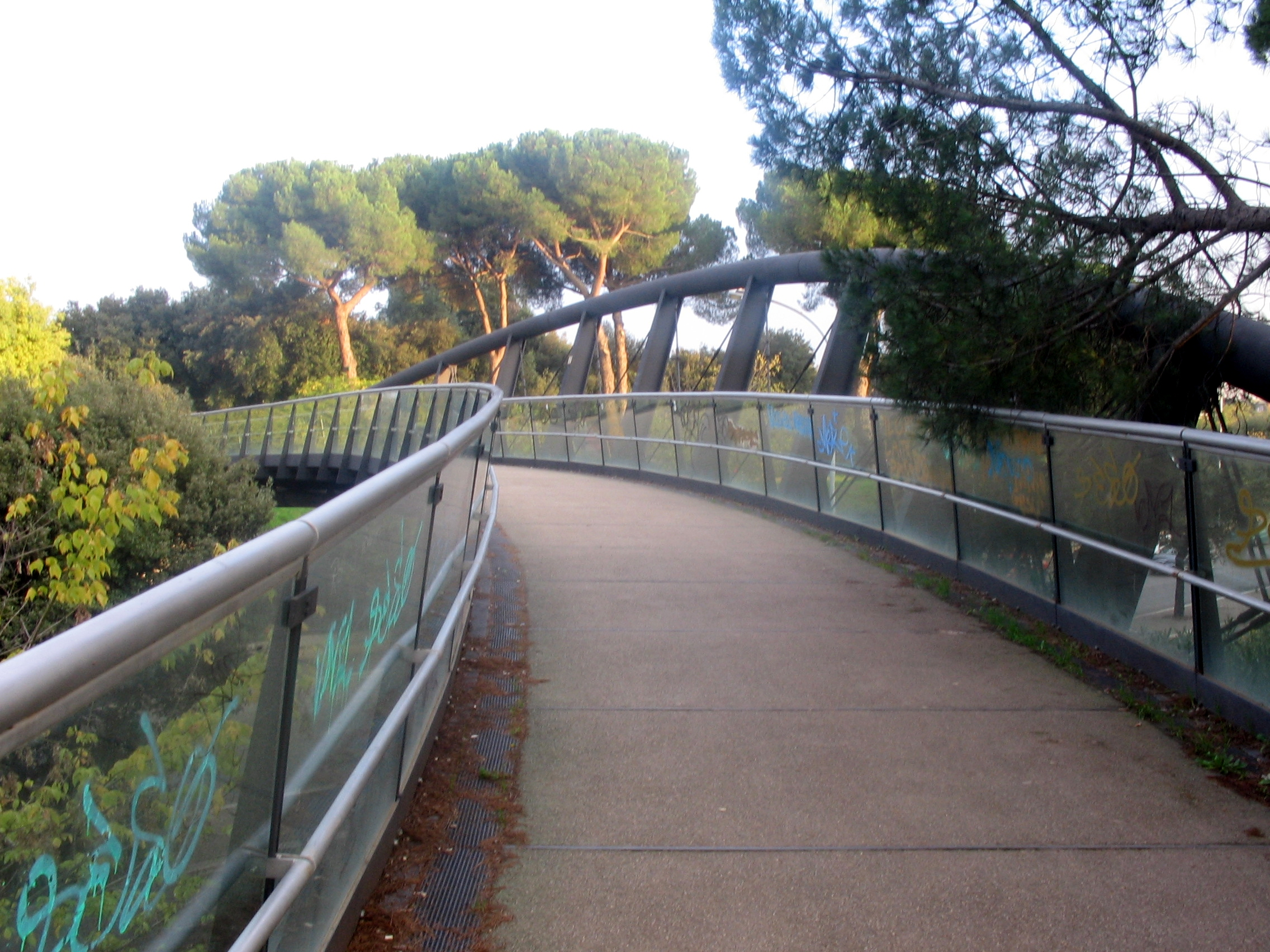
A ponte curvada de Massimo d'Alessandro liga, actualmente, as duas secções dos jardins.

Ao longo do século XVIII foram crescentados elementos regularmente; fontes e passagens ocuparam Gabriele Valvassori e outros arquitectos, mantidos por Pamphilj e pelos seus herdeiros.
Depois da era napoleónica foram feitas mais alterações. Os parterres, que eram extensões formais do casino, foram mantidos mas replantados com coloridos "tapetes" padronizados fornecidos pelas estufas da velha villa; actualmente, os parterres foram replantados ao estilo do século XVI, com painéis de desenhos enrolados, em relvados aparados, instalados em largos passeios com gravilha. Nos inclinados jardins exteriores as mudanças foram mais extensas, tendo sido reorganizados à maneira naturalista dos jardins paisagísticos ingleses. Os campos, preenchidos por muitos elementos surpreendentes e incidentes pitorescos, descem para um pequeno lago ao fundo, o qual ainda mantinha um ar de maturidade atmosférica quando foi pintado na década de 1830 por Alexandre-Gabriel Decamps. Na paisagem arborizada, duma aparência paisagística natural com aglomerados de característicos pinheiros em forma de sombrinhas ao longo do horizonte, erguem-se estátuas e vasos, os quais evocam uma antiguidade nostálgica. Os jardins paisagísticos ingleses do século XVIII, como os de Stowe e Stourhead, que foram inspirados por este estilo, desejavam trazer à vida as paisagens italianas com ruínas romanas pintadas por Claude Lorrain e Nicolas Possin. Uma notável diferença reside no facto dos vestígios romanos do giardino inglese da Villa Doria Pamphilj serem genuínos. O lugar onde se situa a proriedade continha várias tumbas que forneceram vasos, sarcófagos e inscrições, peças que foram adicionadas à colecção Pamphilj.
As duas secções dos extensos terrenos são divididas por uma estrada que corre parcialmente num estreito desfiladeiro. Como comemoração do Jubileu de 2000, foi construída uma ponte pedestre, curvada e com arcos, por Massimo d'Alessandro, de forma a juntar as duas secções de forma mais sensível.

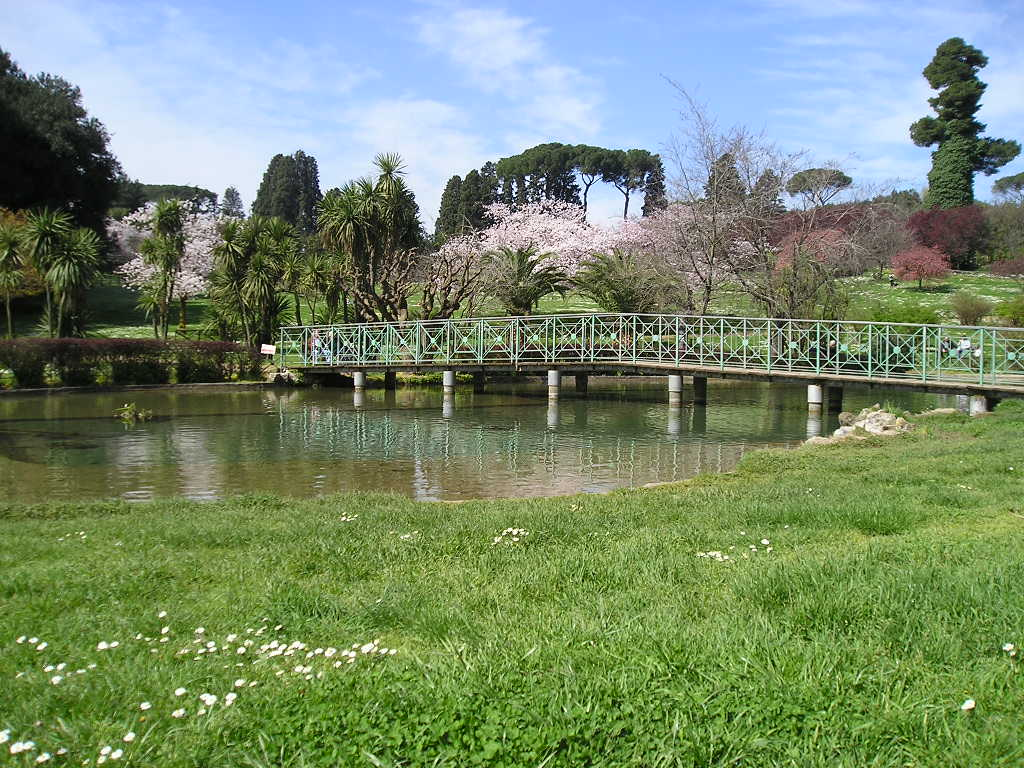
Lago
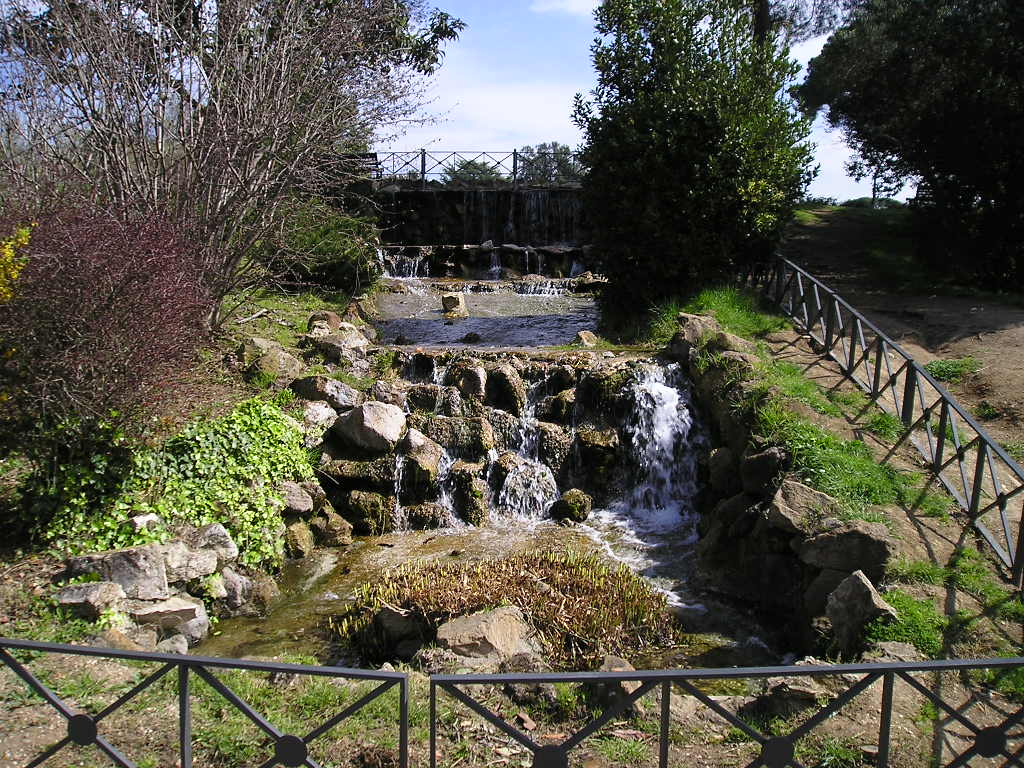
A cascata
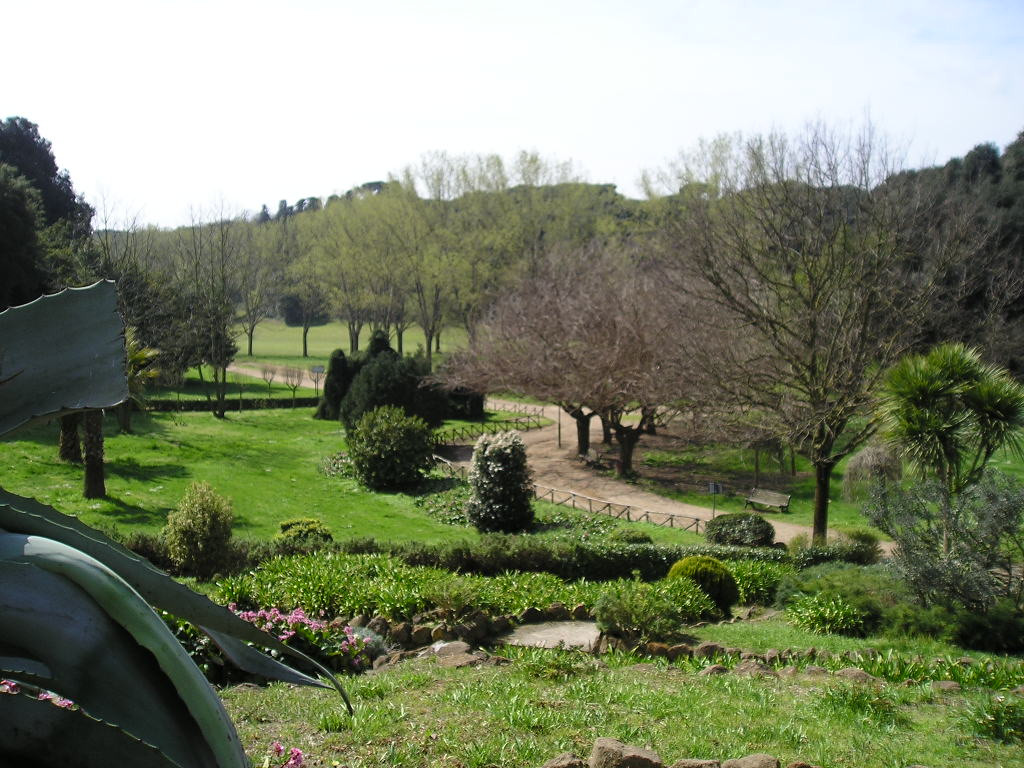
Panorama
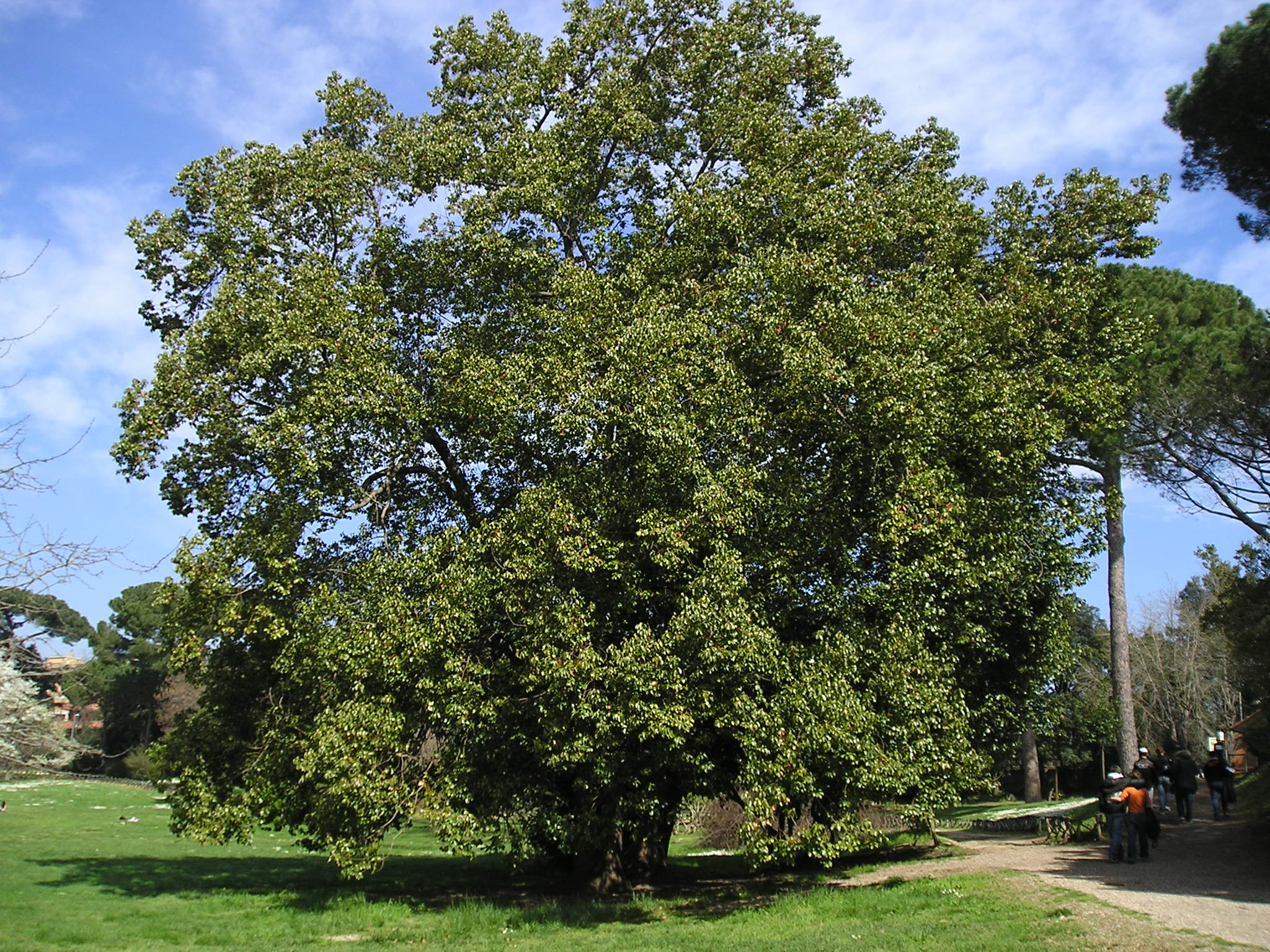
Grande carvalho
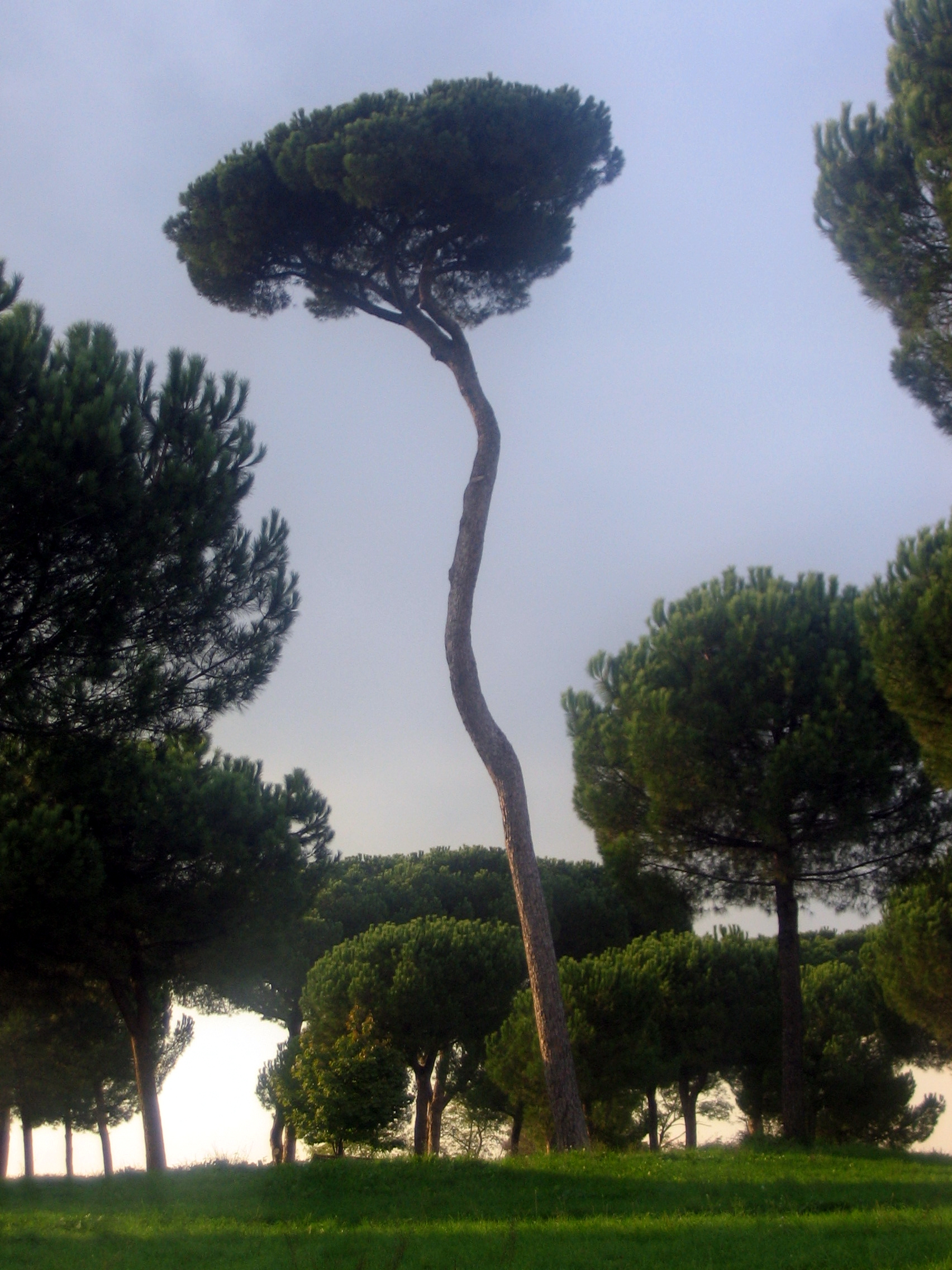
Pormenor do parque